# Glycymeris subobsoleta
Glycymeris subobsoleta är en musselart som först beskrevs av Carpenter 1864.  Glycymeris subobsoleta ingår i släktet Glycymeris och familjen Glycymerididae. Inga underarter finns listade i Catalogue of Life.